# 龙亭
龙亭是中国河南省开封市内的一处旅游胜地，位于市中心龙亭区。为清代重檐歇山顶宫殿式建筑，建在72级台阶的巨大青砖台基上，坐北朝南。
龙亭前以一条大道为界，东西分别为潘家湖与杨家湖。两湖以南，中山路北端，为仿建的“宋都御街”，包括樊楼以及艺术品商店。

## 历史
龙亭所在地原为北宋汴梁皇宫的遗址。北宋皇宫的建筑大部分毁于金兵之手，今已荡然无存。明洪武十一年（1378年）在此处建有周王府，1642年毁于黄河大水。清顺治十六年（1659年）将此地改为贡院，院内有一座煤山，原为周王府内花园中的假山，康熙三十一年（1692年），在煤山内建一座小亭，每逢节日大典，省城官员来此朝贺。因亭内置皇帝万岁牌位，又被称作“龙亭”。雍正九年（1740年）贡院迁走，十二年（1743年）将煤山上的亭子改建为宫殿，称“万寿宫”。乾隆十六年（1751年），河南巡抚署改建为行宫，朝贺仪式亦改在行宫进行，万寿宫改为万寿观，成为一座道观，供奉北极玄帝铜像。道光二十五年（1845年），龙亭大殿被风刮倒，祥符县知县在其上面盖六角亭。咸丰六年（1856年）拆除六角亭，照旧样重修龙亭大殿。
1925年，胡景翼对龙亭大殿加以修葺，将此地改为“龙亭公园”。1927年冯玉祥督豫，将龙亭大殿改为“中山纪念堂”，1929年又立孙中山铜像和辛亥革命纪念塔。1938年，开封被日军占领，改称“新民公园”。日本投降后一度改为抗战烈士祠，1949年后祠废。1953年对大殿等建筑进行修复，并对外开放，称“龙亭公园”。1985年起，依照清代万寿宫的格局，陆续修复午门、朝门等建筑。
1994年7月15日，龙亭大殿殿基后墙坍塌，造成大殿基台上的石柱，栏板塌落，大殿后墙外廊廊柱坠落和悬空。龙亭大殿整体向北倾斜25公分，时刻有倒塌的危险。7月17日维修工程开展，整个工程分拆卸、固基、复建三个阶段进行实施。复建时按照原样组装了大殿的所有木骨架，采用的材料90%来自于拆卸下来的木架构件。维修工程于当年10月25日竣工。

## 保护状况
龙亭于1963年6月被公布为第一批河南省文物保护单位。2019年10月，龙亭大殿被公布为第八批全国重点文物保护单位。

## 图集

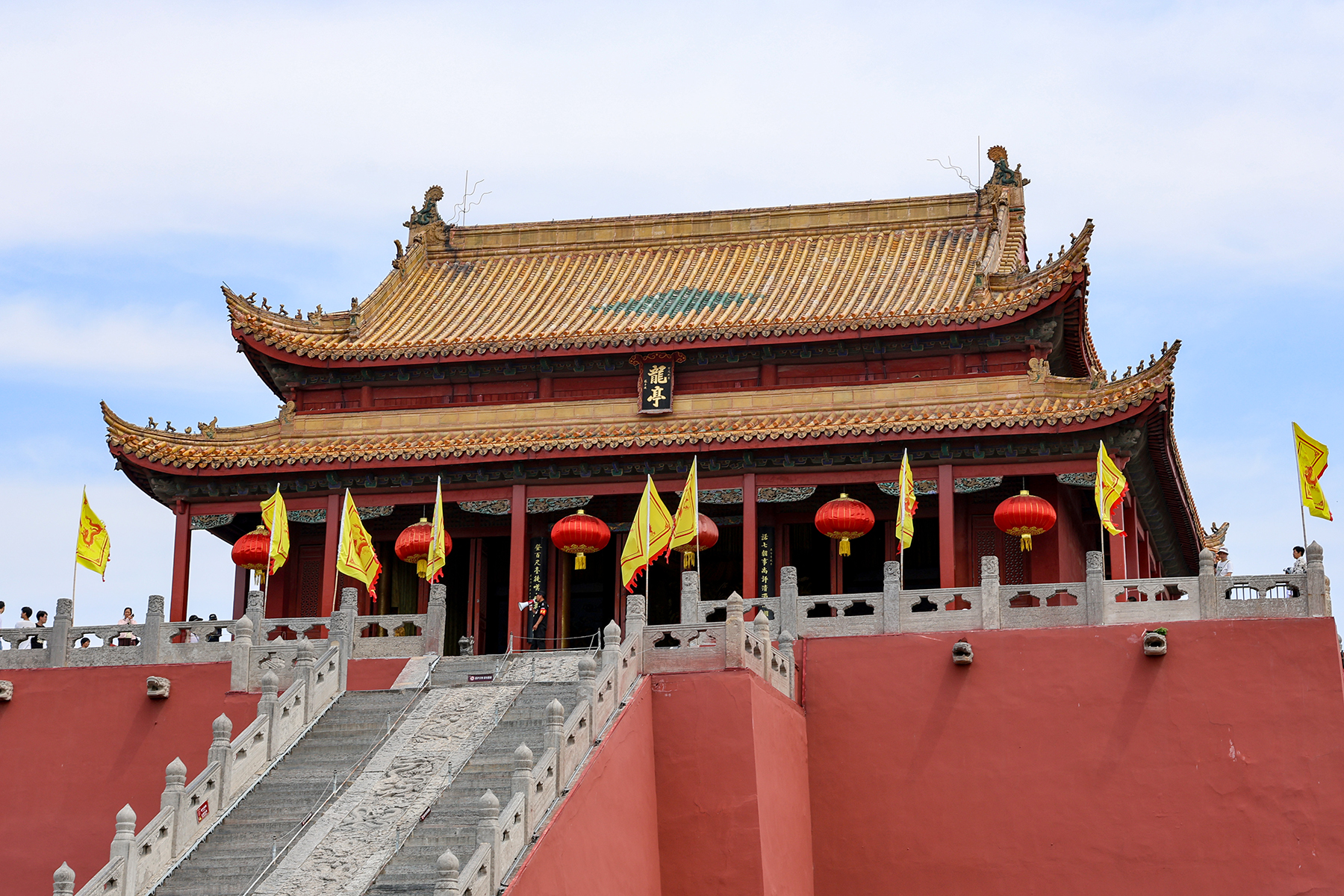
龙亭大殿
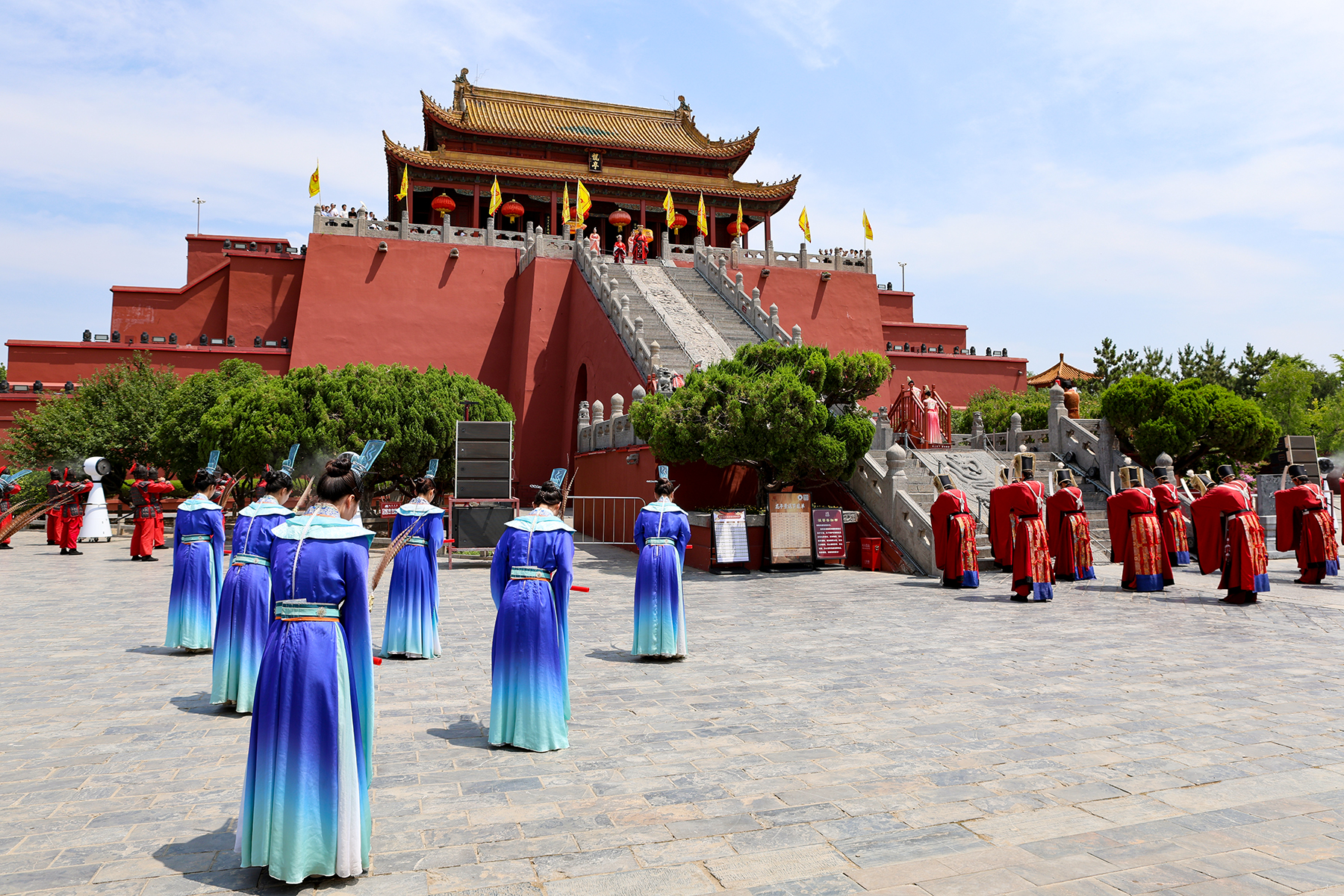
龙亭下的实景演出
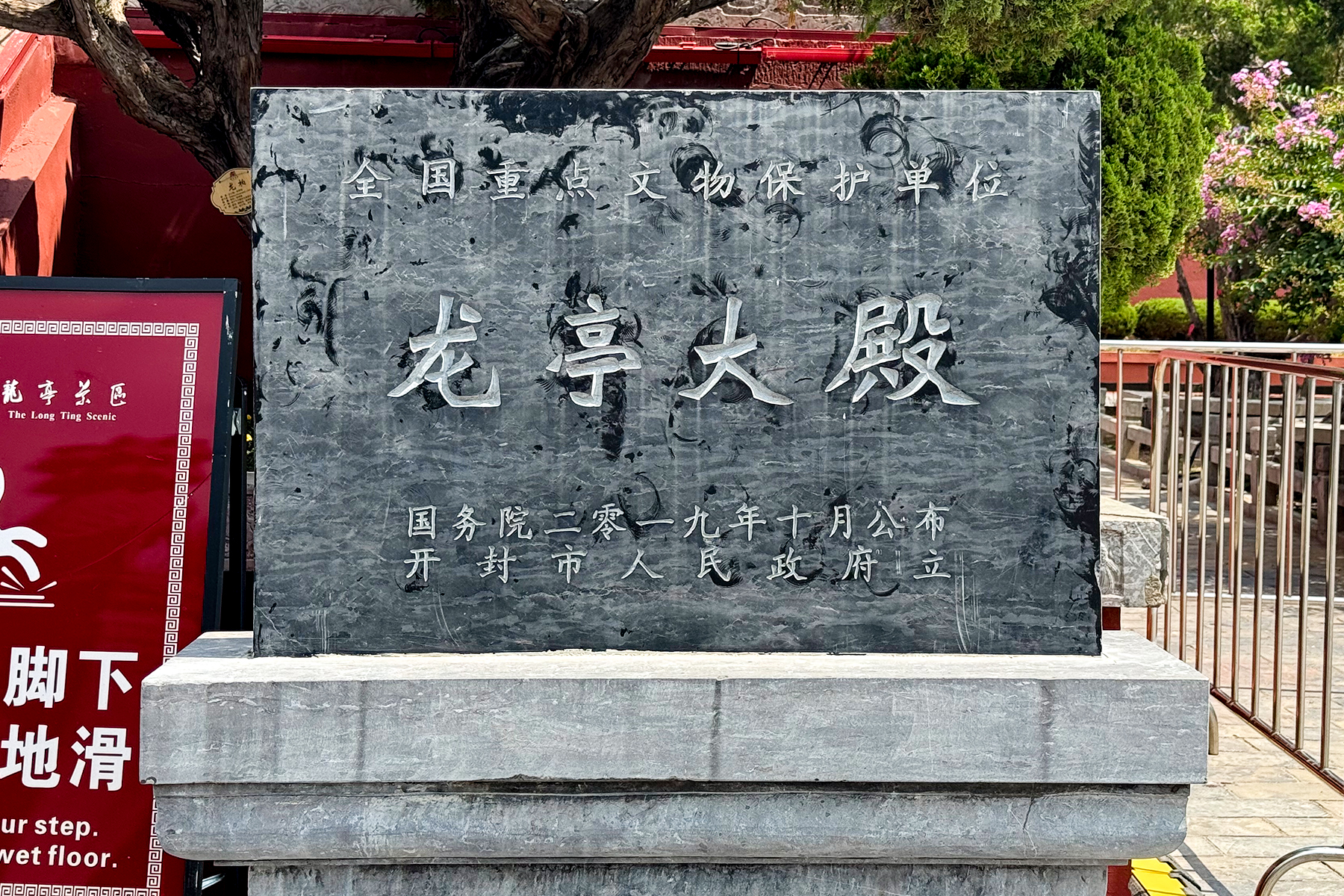
龙亭大殿的全国重点文物保护单位标示牌
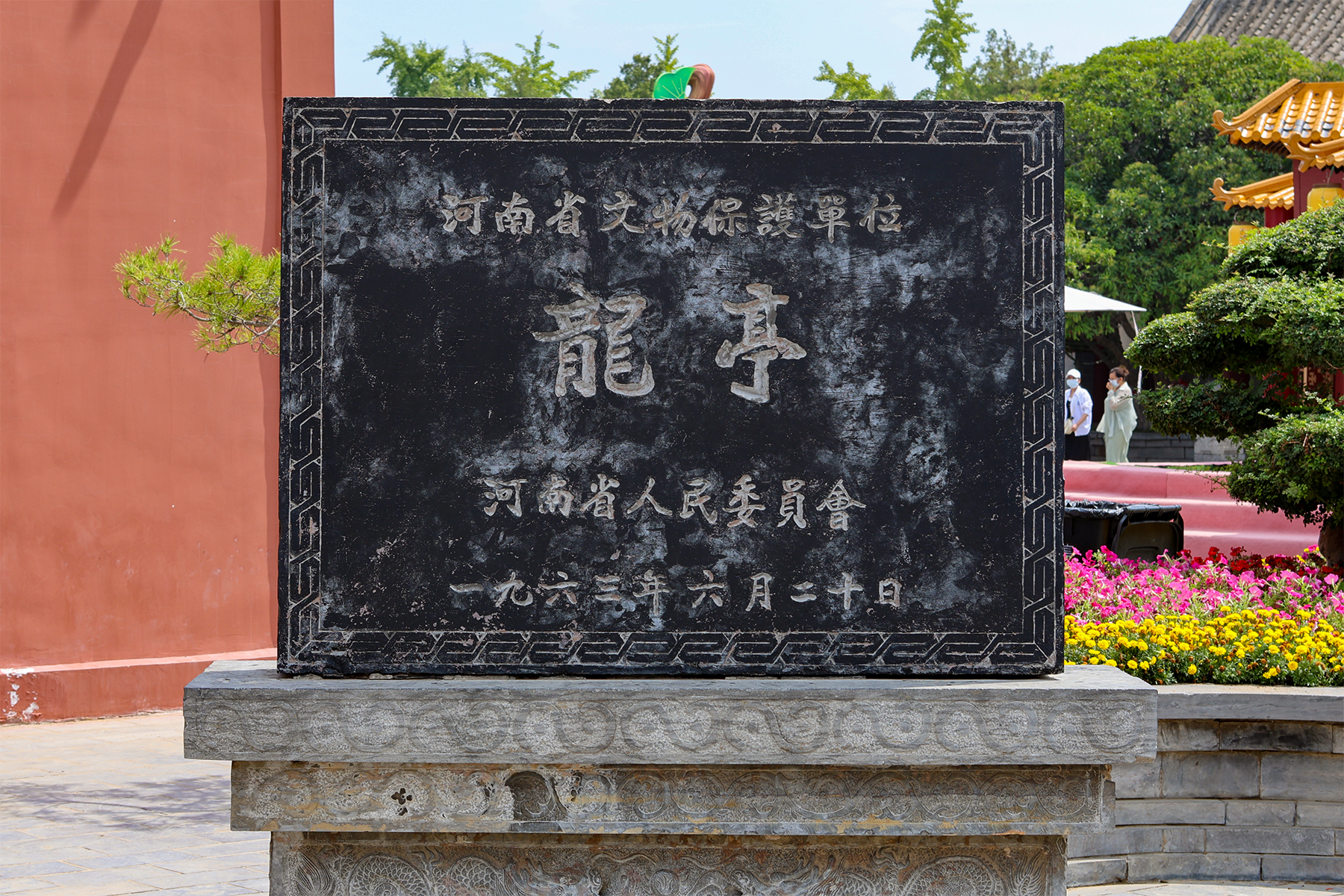
龙亭的河南省文物保护单位标示牌